# 피아노 협주곡 2번 (리스트)
프란츠 리스트는 1839년부터 1840년까지 피아노와 오케스트라를 위한 협주곡 A장조 S.125 초고를 썼다. 그리고 나서 그는 그 원고를 10년 동안 보관했다. 그가 협주곡으로 돌아왔을 때, 그는 반복적으로 그것을 수정하고 정밀하게 검토했다. 제4차 개정의 마지막 시기는 1861년에 끝났다. 1857년 1월 7일 리스트는 바이마르에서 첫 번째 공연을 한 그의 제자 한스 폰 브론사르트에게 이 작품을 헌정했다.
이 협주곡의 일반적인 연주는 약 25분 동안 지속된다.
이 협주곡은 솔로 피아노, 3개의 플루트, 2개의 오보에, 2개의 클라리넷, 2개의 바순, 2개의 호른, 2개의 E, 2개의 트럼펫, 3개의 트롬본(테너, 베이스), 3개의 튜바, D와 A의 팀파니, 심벌즈, 현악기로 작곡되었다.

## 같이 보기
- 피아노 협주곡 1번 (리스트)